# آماندا فینک
آماندا فینک (انگلیسی: Amanda Fink؛ زاده ۴ دسامبر ۱۹۸۶) یک تنیس‌باز اهل ایالات متحده آمریکا است.